# Tô Anh Dũng
Tô Anh Dũng (sinh ngày 11 tháng 11 năm 1964) từng là chính trị gia Việt Nam. Ông từng giữ chức Thứ trưởng Bộ Ngoại giao Việt Nam và trước đó ông là Đại sứ Đặc mệnh toàn quyền Việt Nam tại Canada.
Ngày 14 tháng 4 năm 2022, ông bị bắt do liên quan tới Vụ chuyến bay "giải cứu" và bị buộc thôi việc vào ngày 27 tháng 9 năm 2022, ông cũng bị khai trừ khỏi Đảng cùng ngày.

## Tiểu sử và học vấn
Tô Anh Dũng sinh ngày 11 tháng 11 năm 1964 tại Nam Định. Ông có vợ và có 2 con.
Năm 1988, ông tốt nghiệp khoa Quan hệ Quốc tế và Luật quốc tế, Đại học Tổng hợp Kiev, Ukraina thuộc Liên Xô. Ông tốt nghiệp Thạc sỹ chuyên ngành quan hệ quốc tế tại Đại học Uppsala, Thụy Điển năm 2007. Ông thông thạo Tiếng Anh và tiếng Nga.

## Sự nghiệp
Ông bắt đầu sự nghiệp ngoại giao khi làm việc tại Vụ Đông Nam Á - Nam Á - Nam Thái Bình Dương, Bộ Ngoại giao năm 1991, đến năm 1993, ông được cử đi làm tùy viên tại Đại sứ quán Việt Nam ở Philiipines. Từ năm 1997 đến năm 2000, ông trở về Việt Nam, giữ lần lượt các chức vụ Thư ký Bộ trưởng và Tập sự Phó Vụ trưởng tại Văn phòng Bộ, Bộ Ngoại giao.
Năm 2001, ông được làm Phó Vụ trưởng, Phó Chánh Văn phòng tại Văn phòng Bộ, Bộ Ngoại giao. Ông giữ chức vụ Phó Vụ trưởng Tiểu ban Lễ tân Ủy ban quốc gia ASEM 5 của Bộ Ngoại giao trong giai đoạn 2004-2005. Năm 2005, ông được cử đi làm Tham tán Công sứ ở Đại sứ quán Việt Nam tại Thụy Điển.
Năm 2008, ông trở lại giữ chức Phó Vụ trưởng, Phó Chánh Văn phòng tại Văn phòng Bộ Ngoại giao. Từ tháng 12 năm 2009 đến năm 2013, ông làm Vụ trưởng, Chánh Văn phòng Văn phòng Bộ Ngoại giao.
Năm 2013, Chủ tịch nước Trương Tấn Sang đã bổ nhiệm ông giữ chức Đại sứ Đặc mệnh toàn quyền Việt Nam tại Canada. Năm 2016, ông trở về Việt Nam giữ chức Vụ trưởng Vụ Tổ chức Cán bộ, Bộ Ngoại giao. Năm 2017, bên cạnh chức vụ Vụ trưởng, ông kiêm luôn trợ lý Bộ trưởng cho đến tháng 2 năm 2019.
Năm 2019, ông được bổ nhiệm là Thứ trưởng Bộ Ngoại giao tại Quyết định số 268/QĐ-TTg của Thủ tướng Nguyễn Xuân Phúc. Ngày 14 tháng 4 năm 2022, ông đã bị bắt về tội nhận hối lộ. Ngày 27 tháng 9 năm 2022, ông bị buộc thôi việc và khai trừ ra khỏi Đảng cùng ngày.

## Bê bối trong vụ các chuyến bay giải cứu

### Bị bắt
Ngày 14 tháng 4 năm 2022, trung tướng Tô Ân Xô, Chánh văn phòng, người phát ngôn Bộ Công an, cho biết ông Dũng bị Cơ quan An ninh điều tra của Bộ Công an khởi tố, tạm giam về tội Nhận hối lộ liên quan vụ "chuyến bay giải cứu". Đồng thời Cơ quan an ninh điều tra Bộ Công an cũng ra quyết định khởi tố bị can, lệnh bắt bị can để tạm giam đối với: ông Phạm Trung Kiên - chuyên viên Vụ Trang thiết bị và công trình y tế Bộ Y tế, và ông Vũ Anh Tuấn - nguyên cán bộ Cục Quản lý xuất nhập cảnh Bộ Công an - cùng về hành vi trên.
Ông Tô Anh Dũng buộc thôi việc và bị khai trừ khỏi Đảng ngày 27 tháng 9 năm 2022 do thiếu trách nhiệm, vi phạm quy định của Đảng, pháp luật của Nhà nước trong việc lãnh đạo, chỉ đạo, tham mưu, đề xuất tổ chức các chuyến bay đưa công dân Việt Nam về nước trong đại dịch COVID-19; nhận hối lộ.
Ông Dũng với cương vị thứ trưởng, phụ trách Cục Lãnh sự, có nhiệm vụ chỉ đạo, phê duyệt kế hoạch tổ chức thực hiện "chuyến bay giải cứu" đưa công dân về nước khi xảy ra Covid-19. Ông trực tiếp tham mưu, đề xuất lãnh đạo Chính phủ xét duyệt, cấp phép chuyến bay trên ý kiến thống nhất của Tổ công tác 5 Bộ (Ngoại giao, Y tế, Công an, Giao thông vận tải, Quốc phòng). Ông Tô Anh Dũng bị cáo buộc từ tháng 12 năm 2020 đến tháng 1 năm 2022 đã 37 lần nhận hối lộ của 13 doanh nghiệp trong quá trình thực hiện các chuyến bay giải cứu trong Covid-19, tổng cộng 21,5 tỷ đồng. Khi viện KSND tối cao ban hành cáo trạng truy tố 54 bị can trong đó ông Dũng bị áp khung hình phạt cao nhất đến tử hình.

### Hầu tòa

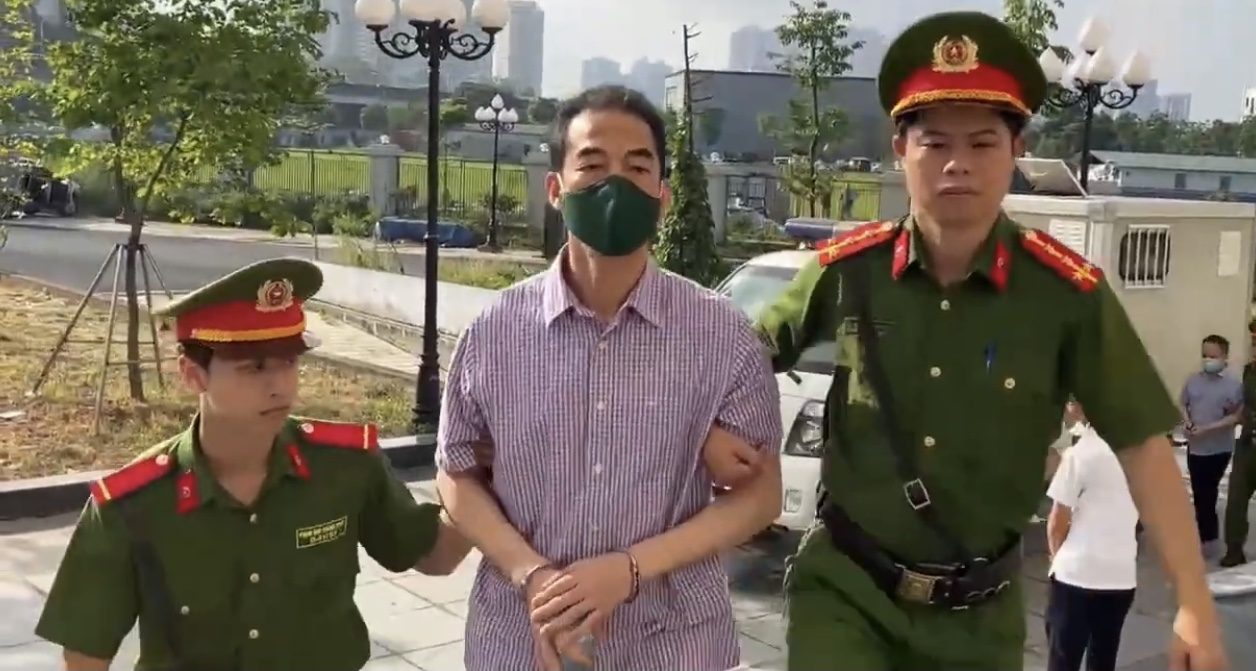
Tô Anh Dũng ra tòa, 11 tháng 7 năm 2023

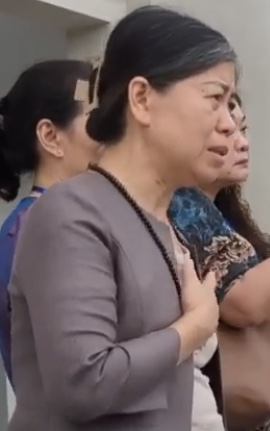
Vợ ông, bà Trần Phi Nga đứng bên ngoài phòng xử án, 28 tháng 7 năm 2023

Ngày 11 tháng 7 năm 2023, Tô Anh Dũng cùng 53 đồng phạm đã bị xét xử tại Tòa án nhân dân thành phố Hà Nội.
Tại phiên xét xử sơ thẩm ngày 12 tháng 7 năm 2023, ông Dũng thừa nhận đã tiếp xúc với 13 đại diện doanh nghiệp như cáo trạng đã nêu. Tuy nhiên, ông Dũng cho rằng bản thân không chủ động mà chủ yếu các doanh nghiệp thông qua mối quan hệ và có nhu cầu tham gia liên hệ với mình. Ông Dũng tái khẳng định mình không có có đòi hỏi hay mưu đồ gì khi giúp các doanh nghiệp và ông cũng thừa nhận đã nhận hối lộ 21,5 tỉ đồng như cáo trạng quy kết. Theo báo chí, Tô Anh Dũng đã nộp lại 16,2 tỉ đồng tiền hối lộ. Ngày 17 tháng 7 năm 2023, Tô Anh Dũng bị đề nghị 12-13 năm tù. Ngày 28 tháng 7 năm 2023, hội đồng xét xử Tòa án nhân dân thành phố Hà Nội đã tuyên án ông Dũng 16 năm tù với tội nhận hối lộ 21,5 tỷ đồng.